# Catherine Chabaud

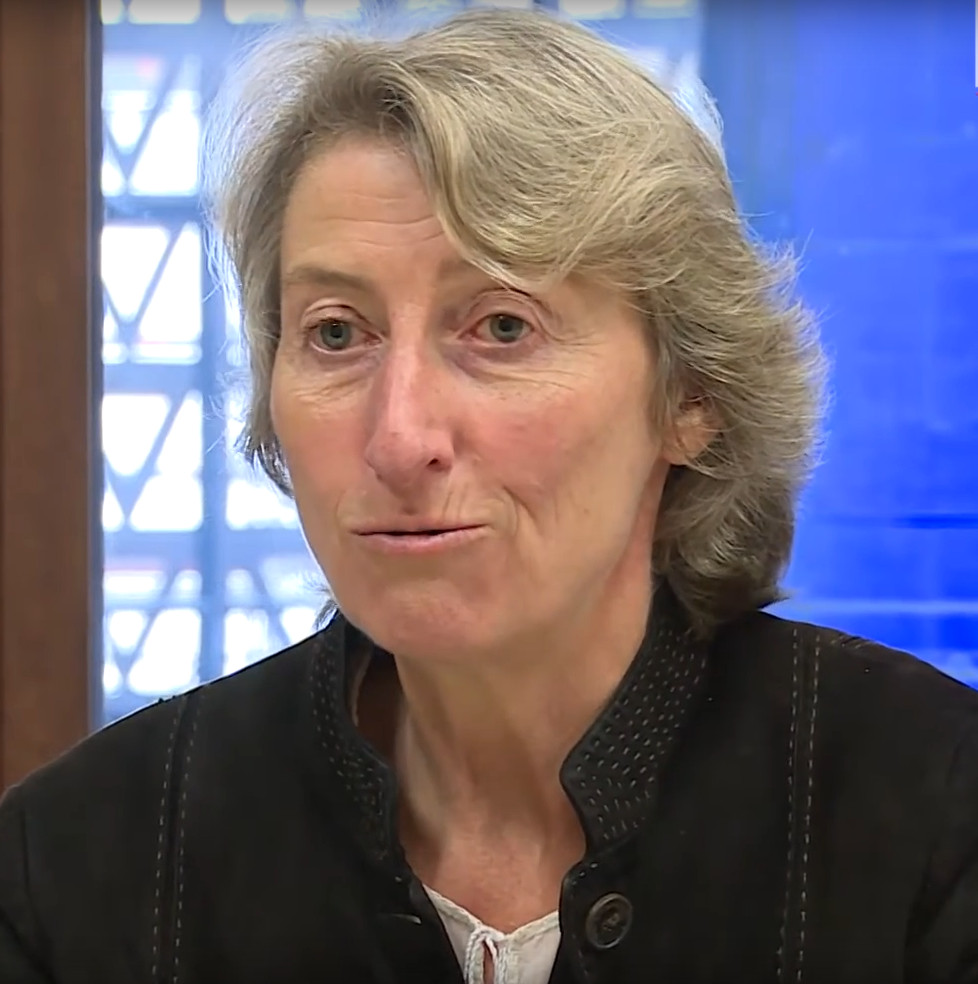
Catherine Chabaud (2015)

Catherine Chabaud (geboren am 29. November 1962 in Bron) ist eine französische Journalistin, Seglerin und Politikerin (MoDem). Sie ist Gründerin und Mitglied zahlreicher Organisation zum Schutz der Meere und veröffentlichte mehrere Werke zum selben Thema. Von 2019 bis 2024 war sie Mitglied des Europäischen Parlaments in der Fraktion Renew Europe.

## Leben

### Ausbildung und Beruf
Chabaud wurde in einem Vorort von Lyon geboren. Nach Abschluss ihrer Schulausbildung begann sie 1980 ein Studium der angewandten Mathematik an der Pariser Dauphine-Universität und gründete dort unter anderem 1981 das Spi-Dauphine-Segelrennen mit, das bis heute jährlich auf dem Mittelmeer stattfindet. 1981 wechselte Chabaud an das Institut pratique du journalisme, wo sie 1983 eine journalistische Ausbildung abschloss.
Anschließend war Chabaud für verschiedene Verlage und Sender journalistisch tätig. Von 2000 bis 2005 moderierte sie unter anderem eine Abenteuer-Sendung sowie eine Kommentarsendung über nachhaltige Entwicklung auf Europe 1. Auch drehte sie mehrere Dokumentarfilme zum Thema Umweltschutz.

### Sportliche Karriere

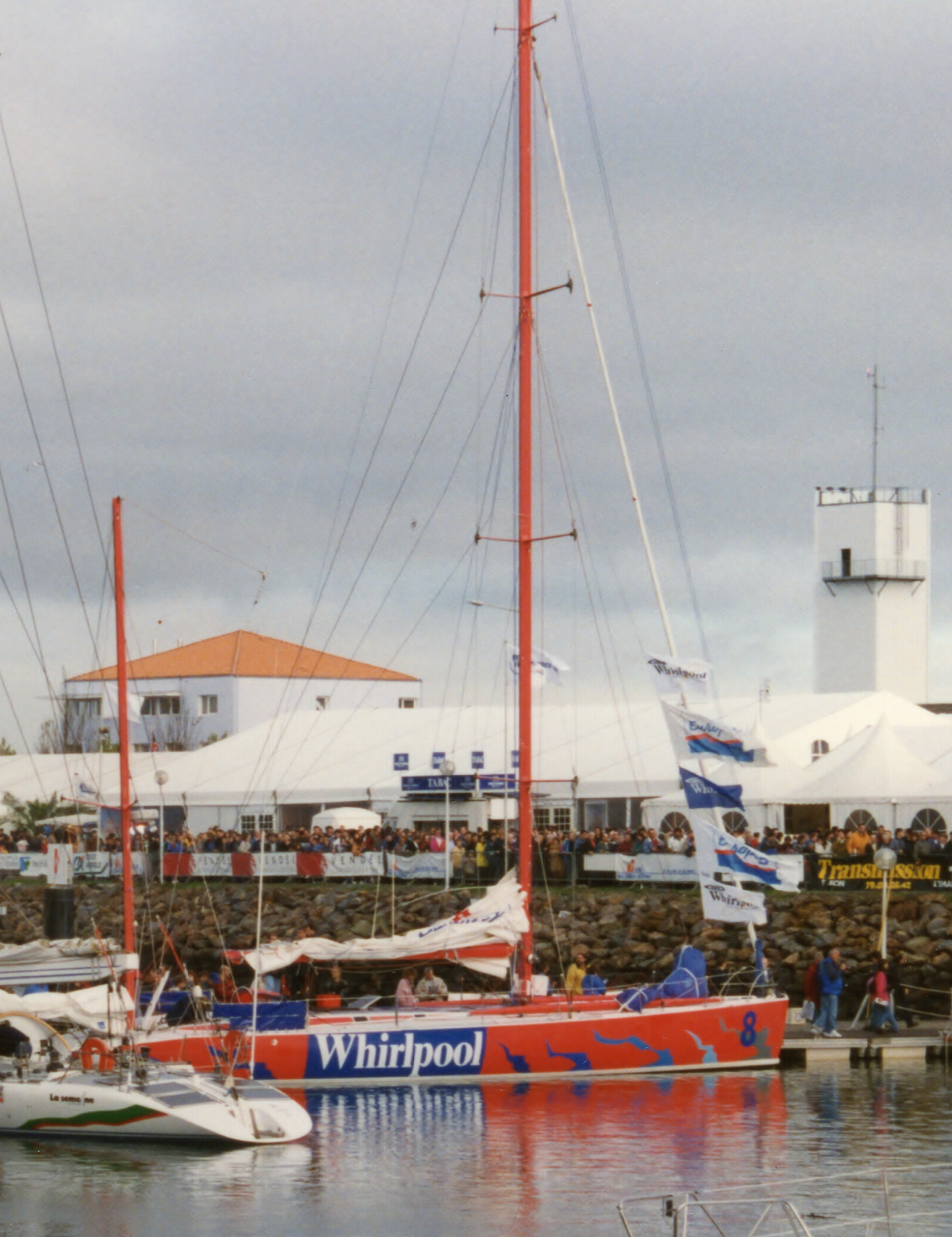
Segelboot Whirlpool, mit dem Chabaud als erste Frau 1996/97 die Vendée Globe meisterte

Neben ihrer journalistischen Tätigkeit widmete sich Chabaud auch besonders dem Sportsegeln. Sie nahm an zahlreichen Segelrennen teil, darunter:
- Zwei Teilnahmen an der Vendée Globe (Non-Stop-Einhand-Regatta um die Welt). 1996/97 erreichte sie mit der Whirlpool das Ziel in 140 Tagen und war damit die erste Frau überhaupt des Rennens, die das Ziel erreichte.[2] 2000/01 musste sie das Rennen nach einem Mastbruch kurz vor dem Ziel abbrechen.[3]
- Vierzehn Atlantiküberquerungen, davon vier einhändig (Mini-Transat 1991, Route du Rhum 1998,[4] Transat 1996 und 2000).
- Zwei Teilnahmen an der Solitaire du Figaro,[5] mehrere Teilnahmen an der Tour de l'Europe.
- Sie war Co-Pilotin der Meer-See-Expedition „The Mountains of Silence“, die 2004 mit Gehörlosen auf Südgeorgien durchgeführt wurde.[6]

### Gesellschaftliches Engagement

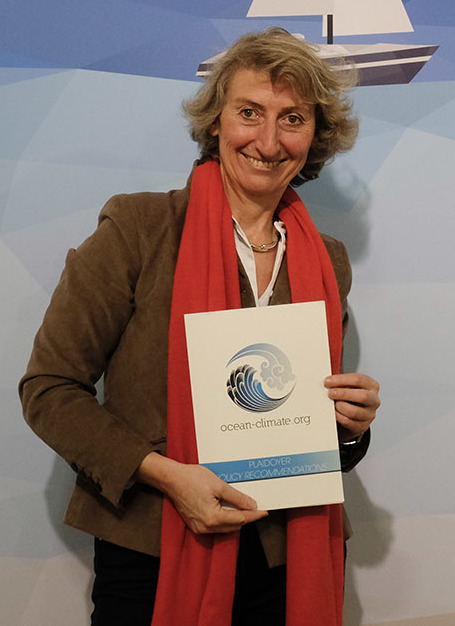
Chabaud als COP21-Botschafterin (2015)

Chabaud engagiert sich besonders für den Schutz der Umwelt, insbesondere der Meere, und war in zahlreichen Organisationen aktiv. Sie ist unter anderem COP21-Botschafterin, Mitbegründerin des Vereins Innovations Bleues für eine „nachhaltige Entwicklung der maritimen Aktivitäten“ wie der Fondation de la mer. 2018 startete sie eine Initiative um die Anerkennung des Ozeans als gemeinsames Gut der Menschheit zu erreichen.
Sie war auch Mitglied von CORICAN, dem Rat für Forschung und Innovation nautischer Aktivitäten. Des Weiteren war sie Mitglied des Vorstands des Musée national de la Marine (1998–2009), des Französischen Segelverbands, der Französischen Nationalen Gesellschaft für Seenotrettung (SNSM) und der Agentur für Meeresschutzgebiete.

### Politische Karriere
Chabaud entschied sich, direkt in die Politik zu gehen, und ließ sich 2019 vom Mouvement démocrate (MoDem) für den 5. Listenplatz der gemeinsam mit La République en Marche (LREM) und anderen proeuropäischen Mitte-Parteien eingereichten Listenverbindung Renaissance nominieren. Renaisance gewann 22,4 Prozent und damit 23 der 79 französischen Parlamentsmandate, sodass Chabaud direkt einzog. Sie trat der neugegründeten liberalen Fraktion Renew Europe bei. Für die Fraktion war sie Mitglied im Entwicklungsausschuss. Außerdem war sie Delegierte in der Parlamentarischen Versammlung der Union für den Mittelmeerraum sowie Delegierte für die Beziehungen zu Palästina. Zur Europawahl 2024 trat sie nicht mehr an und schied folglich aus dem Europäischen Parlament aus.

### Privat
Chabau lebt mit ihrem Partner in Anjou und ist Mutter eines Kindes.

## Auszeichnungen
- Ritter des Nationalen Verdienstordens (1997)
- Ritter der Ehrenlegion (2006)
- Ritter des Seeverdienstorden (2009)
- Offizier der Ehrenlegion (2014)[12]

## Veröffentlichungen
- Possibles rêves, Glénat, 1998
- Entre deux mondes entre deux mers, Glénat, 2000
- Femme libre toujours tu chériras la mer, Chasse-Marée, 2007
- Préserver la mer et son littoral, Glénat, 2008
- Parfums de Rhum, 2018